# 3-й корпус резервной кавалерии (Великая армия)
3-й корпус резервной кавалерии Великой Армии (фр. 3e corps de réserve de cavalerie de la Grande Armée) — оперативно-тактическое объединение армии Наполеона. Образован 9 января 1812 года в составе кавалерийского резерва Великой армии, и сражался вплоть до отречения Наполеона.

## Состав корпуса
На 1 июля 1812 года:
- 3-я дивизия лёгкой кавалерии (дивизионный генерал Луи Шастель)
- 6-я дивизия тяжелой кавалерии (дивизионный генерал Арман Лебрен де Ля Уссе)

На 16 октября 1813 года:
- 5-я дивизия лёгкой кавалерии (дивизионный генерал Жан Лорж)
- 6-я дивизия лёгкой кавалерии (дивизионный генерал Франсуа Фурнье-Сарловез)
- 4-я дивизия тяжёлой кавалерии (дивизионный генерал Жан-Мари Дефранс)

## Командование корпуса

### Командующие корпусом
- дивизионный генерал Виктор Латур-Мобур (9 января 1812 – 28 января 1812)
- дивизионный генерал Эммануэль Груши (28 января 1812 – 22 марта 1813)
- дивизионный генерал Жан-Тома Арриги де Казанова (22 марта 1813 – 15 февраля 1814)

### Начальники штаба корпуса
- полковник штаба Антуан Шапель де Жюмильяк (1812 – 1813)
- полковник штаба Салель (1813)